# 중앙동 (진해구)
중앙동(中央洞)은 대한민국 경상남도 창원시 진해구의 법정동이다.

## 개요
중앙동은 1955년에 진해시가 출범하면서 새로운 행정동으로 출발한 충무로1가동과 충무로4가동이 1996년 행정동의 축소 개편에 따라 합병함으로써 신설된 행정동이었다. 행정동일 당시, 해군 주요부대 및 군인아파트 소재지로 해군가족이 전체 동 인구의 55%를 차지하였다. 2020년 1월 1일부터 태평동과 함께 충무동으로 합병함으로써 행정동으로서의 중앙동은 소멸하였고, 법정동으로서의 중앙동이 충무동에 소속되어 있다.
- 신흥동(新興洞)
- 동상동(東上洞)
- 도만동(道萬洞)
- 도천동(道泉洞)
- 비봉동(飛鳳洞)
- 송죽동(松竹洞)
- 수송동(壽松洞)
- 현동(縣洞) 일부
- 태평동(太平洞) 일부
- 대천동(大川洞) 일부
- 광화동(光化洞) 일부
- 중평동(中坪洞) 일부
- 근화동(槿化洞) 일부
- 익선동(益善洞) 일부
- 회현동(會賢洞) 일부
- 통신동(通信洞) 일부
- 중앙동(中央洞) 일부
- 창선동(昌善洞) 일부
- 부흥동(復興洞) 일부
- 제황산동(帝皇山洞) 일부

## 교육
- 대야초등학교
- 진해남산초등학교